# Gustav Carl Liebig

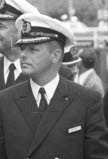
Gustav Liebig (1971)

Gustav Carl Eduard Liebig (* 5. Juni 1930 in Waabshof, Kreis Eckernförde; † 28. Februar 2007 in Flensburg) war ein deutscher Marineoffizier, zuletzt Konteradmiral der Bundesmarine.

## Leben
Als Sohn eines Marineoffiziers studierte Liebig an der Christian-Albrechts-Universität zu Kiel. Mit Klaus Ring wurde er 1954 Mitglied des Corps Holsatia. Als die Bundeswehr 1956 aufgestellt wurde, trat er in die Bundesmarine ein. Er war 1960–1962 Kommandant im 5. Schnellbootgeschwader und führte nacheinander die Boote Häher, Pelikan und Storch. 1963–1965 absolvierte er den 5. Admiralstabslehrgang an der Führungsakademie der Bundeswehr in Hamburg. Von 1969 bis 1971 war er als Fregattenkapitän Kommandeur des 7. Schnellbootgeschwaders. Als Kapitän zur See war er 1975–1978 Kommandeur der Schnellbootflottille. Vom 1. Oktober 1979 bis 31. März 1983 war er Stabsabteilungsleiter Fü M III (Konzeption, Planung, Führung) im Bundesministerium der Verteidigung in Bonn. Von Oktober 1983 bis März 1985 war er als Flottillenadmiral Chef des Stabes im Marineunterstützungskommando (1974–2001). Anschließend war er als Konteradmiral Stellvertreter des Befehlshabers der Flotte. Zum Abschluss seiner Laufbahn war er ab dem 1. Oktober 1987 Befehlshaber des Territorialkommandos Schleswig-Holstein. Der Inspekteur des Heeres Henning von Ondarza verabschiedete ihn am 30. September 1989 mit einem Appell in der Kaserne Auf der Freiheit in den Ruhestand und übergab das Kommando an Konteradmiral Jürgen Dubois. Den Ruhestand verlebte Liebig in Husby. Er war Vorsitzender der Schloss Glücksburg Stiftung. Von 1991 bis zu seinem Tod war er Vorsitzender des DRK-Kreisverbandes Flensburg. Bestattet wurde er am 9. März 2007 in Husby.

## Auszeichnungen
- Großes Verdienstkreuz des Verdienstordens der Bundesrepublik Deutschland (1991)